# Ali Mirah Hanfare
Ali Mirah Hanfare, né vers 1922 à Sahilé dans le Kalo et mort à Addis-Abeba le 24 avril 2011, est un homme politique éthiopien, d'ethnie afar, « sultan » de l’Awsa de 1944 à 1975.

## Arrivée au pouvoir
En avril 1944, à la suite d'un conflit entre le «sultan» Mahamad Yayyo  et le «vizir» Yayyo Hammadu, le gouvernement éthiopien arbitre une révolution de palais et nomme Ali Mirah Hanfare « dejazmach », responsable de l'Awsa. Ali Mirah devient alors le chef politique de l'Awsa, où s'installent des troupes éthiopiennes.

## Le règne d'Ali Mirah
Durant son règne, Ali Mirah essaye de maintenir son emprise sur l'Awsa, en particulier le contrôle des terres. Il s'affronte régulièrement aux autorités éthiopiennes, qui souhaitent installer de grandes exploitations agricoles. Dès 1947, il tente d'obtenir le soutien des autorités françaises.
En 1952, le gouvernement éthiopien saisit la moitié des terres du Kalo. Ali Mirah envisage de rechercher l'asile en CFS et revendique l'indépendance de l'Awsa. Les Éthiopiens s'appuient un moment sur Unda Mohamed Yayo qui ne parvient pas à renverser Ali Mirah et fini par se réfugier à Dikhil. À partir des années 1950, des compagnies agricoles américaines et hollandaises s'installent dans le Kalo. 
En mars 1954, des troupes éthiopiennes prennent le contrôle du poste d'Afambo, frontière entre Côte française des Somalis et l'Awsa, symbolisant leur influence sur ce dernier.
En 1962 est créée la «Awash Valley Authority», qui autorise l'installation en Awsa de la «Tendaho Plantation» de la société britannique Mitchell Cotts .
En 1967, il appelle à voter en faveur du maintien de la souveraineté française sur Djibouti.

## La chute d'Ali Mirah
En mars 1975, le Derg nationalise les terres agricoles, dont celles d'Ali Mirah. Au mois de juin de la même année, le Derg dépêche à Assayta un bataillon armé pour capturer le sultan. Il s'ensuit deux jours de combats intenses dont le déroulement et l'issue varient selon les  sources. D'après certains[réf. souhaitée], le sultan aurait indiqué que l'armée aurait tué près de 1 000 Afars et que des avions et des chars seraient intervenus. Le gouvernement aurait annoncé que les massacres auraient été perpétrés par les forces du sultan qui aurait monté les Afars contre les non Afars, notamment à Dit Bahari où 221 personnes auraient été tuées. La réalité du nombre de victimes se situe sans doute entre ces deux chiffres. Selon d'autres sources (notamment un ressortissant américain qui travaillait dans la région), le sultan se serait enfui pour Djibouti en mai afin de rejoindre l'Arabie saoudite bénéficiant ainsi des solidarités claniques de l'importante communauté afare de Djibouti dont des membres éminents du gouvernement territorial de la colonie. Des attaques auraient été menées par les troupes du Derg contre les éléments armés de la garde rapprochée du sultan qui l'aidèrent à franchir la frontière avec Djibouti et plus particulièrement à partir de la localité de Dikhil .
En août 1974, Ali Mirah tente d'organiser un mouvement de résistance armée au nouveau gouvernement éthiopien, avec peut-être le soutien des autorités du Territoire français des Afars et des Issas . Il revendique alors la création d'une «Grande Afarie». Il se réfugie au TFAI en juin 1975, puis part en exil en Arabie saoudite .
Après le départ d'Ali Mirah, le gouvernement éthiopien annonce en juin 1975 la mise en œuvre de la réforme agraire en Awsa. Le «Front de libération afar»  est soutenu par la Somalie lors de la guerre de l'Ogaden. Son chef Hanfare, fils d'Ali Mirah, réside alors à Mogadiscio.

## Fin de sa vie
Après la chute du gouvernement militaire éthiopien en 1991, Ali Mirah retourne en Éthiopie. Ses proches auraient participé aux combats aux côtés du FDPRE. En novembre 1991, il appelle les militants du Front pour la restauration de l’unité et la démocratie de Djibouti à déposer les armes .
Il réside ensuite en Éthiopie où, même s'il n'exerce plus de fonctions officielles, il reste un leader politique de la communauté afare. Il meurt à Addis Abeba le 25 avril 2011. Son fils Hanfaré Ali Mirah est intronisé en novembre 2011 , en présence de représentants des gouvernements éthiopien et djiboutien  et de diplomates.